# Lodrö Tenpa
Lodrö Tenpa  (1402-1476) was een Tibetaans geestelijke.
Hij was de zevende Ganden tripa van 1473 tot ca. 1476-79 en daarmee de hoofdabt van het klooster Ganden en hoogste geestelijke van de gelugtraditie in het Tibetaans boeddhisme.